# Iso Ammasjärvi
Iso Ammasjärvi är en sjö i Gällivare kommun i Lappland och ingår i Kalixälvens huvudavrinningsområde. Sjön har en area på 0,856 kvadratkilometer och ligger 441 meter över havet. Iso Ammasjärvi ligger i Torne och Kalix älvsystem Natura 2000-område. Sjön avvattnas av vattendraget Sikträskbäcken (Ammasjoki).

## Delavrinningsområde
Iso Ammasjärvi ingår i det delavrinningsområde (746767-168922) som SMHI kallar för Utloppet av Iso Ammasjärvi. Medelhöjden är 463 meter över havet och ytan är 12,9 kvadratkilometer. Det finns inga avrinningsområden uppströms utan avrinningsområdet är högsta punkten. Sikträskbäcken (Ammasjoki) som avvattnar avrinningsområdet har biflödesordning 4, vilket innebär att vattnet flödar genom totalt 4 vattendrag innan det når havet efter 258 kilometer. Avrinningsområdet består mestadels av skog (63 procent) och sankmarker (29 procent). Avrinningsområdet har 0,94 kvadratkilometer vattenytor vilket ger det en sjöprocent på 7,3 procent.